# Pajannur
Pajannur (egyszerűsített kínai írással: 巴彦淖尔市, pinjin: bāyànnàoěr) prefektúra szintű város Kínában, Belső-Mongólia Autonóm Terület tartományban. Lakosainak száma 1 538 715 fő (2020).

## Népesség
| 2010 | 1 669 915 |
| 2020 | 1 538 715 |